# Maurice Dupey
Pas d'image ? Cliquez ici

a Compétitions nationales et continentales officielles uniquement.

b Matchs officiels uniquement.
Dernière mise à jour le 24 mai 2022.
Maurice Dupey, né le 29 octobre 1946 à Bourisp et mort le 21 mai 2022, est un joueur français de rugby à XV évoluant au poste de troisième ligne aile.

## Biographie
Maurice Dupey est formé au CA Lannemezan avec qui il atteint la finale de la Coupe Frantz-Reichel en 1964.
Il part pour la Section paloise avant de retourner dans son club formateur du CA Lannemezan l'année suivante.
Puis en 1968 il rejoint l'AS Police Paris.
En 1971, il retourne dans le sud ouest au FC Auch.
Toujours sous le maillot du FCA, il atteint la finale du Challenge Antoine Béguère, perdu 12-11 face au Stade toulousain puis part en tournée avec l’équipe de France en Afrique du Sud mais ne disputera aucun des deux tests.
Après 7 saisons dans le Gers, il termine sa carrière au Stade bagnérais pour jouer la saison 1978-1979 où il est finaliste du championnat de France.

## Palmarès

### En club
- Coupe Frantz-Reichel :
  - Finaliste (1) : 1964[1]
- Championnat de France des réserves :
  - Champion (1) : 1968[3]

- Challenge Antoine Béguère :
  - Finaliste (1) : 1975

- Championnat de France :
  - Vice-champion (1) : 1979